# Salem la noire
Pour les articles homonymes, voir Salem.
Salem la noire est une série de bande dessinée de fantasy humoristique écrite par Sylvain Cordurié, dessinée par Stéphane Créty et mise en couleurs par Sandrine Cordurié. Ses trois volumes ont paru chez Delcourt entre 2003 et 2004.

## Albums
- Delcourt, collection « Terres de Légendes » :

1. La Pierre de Mort-Levée, 2003[1],[2].
2. Le Diadème des âmes, 2004[3].
3. Tongeren et Finicho, 2004[4].